# Huo Liang
Huo Liang   (Shanghai, 29 de setembre de 1989) és un esportista xinès que competeix en salts de trampolí. Va guanyar dues medalles d'or a la prova de palanca sincronitzada des de 10 metres tant al Campionat del Món de 2007 com als Jocs Olímpics de 2008.